# Janko Žust
Janko Žust, slovenski veterinar, * 24. maj 1935, Litija.

## Življenje in delo
Po končani gimnaziji v Ljubljani (1954) je študiral veterino na zagrebški Veterinarski fakulteti in 1960 diplomiral. Strokovni izpit je opravil 1962 v Ljubljani. V študijskem letu 1965/1966 se je specializiral za vzrejo in prehrano živali na Max-Planck inštitutu v Mariensee (Nemčija) in tu izdelal disertacijo Untersuchungen über zyklische Veränderungen im Scheiden-pH sowie Konsistenz, Kristallisation and Leitfähigkeit des Brustschleimes bei Kühen ter 1966 v Hannovru doktoriral. Strokovno se je izpopolnjeval 1970 v Aberdeenu, 1971 v Oslu in Københavnu.
Po odsluženi vojaščini je bil od 1961 pri Veterinarskem zavodu Slovenije v Ljubljani referent na oddelku za rejo in zdravstveno varstvo govedi in od 1967 znanstveni sodelavec na Biotehniški fakulteti v Ljubljani. Leta 1980 se je zaposlil na Veterinarski fakulteti v Ljubljani, od 1987 je tu  redni profesor za higieno in patologijo prehrane domačih živali. V letih 1984−1999 je bil predstojnik Inštituta za higieno in patologijo prehrane živali. Je mednarodno uveljavljen strokovnjak za fiziologijo in patologijo prehrane pri prežvekovalcih ter za naravne zdravju škodljive snovi v živalski krmi. Od 1997 je član newyorške Akademije znanosti. Od 1965 je sam ali v soavtorstvu napisal prek sto znanstvenih in strokovnih člankov ter razprav.
Leta 1978 je skupaj z N. Klemencem in P. Vospernikom prejel Kidričevo nagrado za delo s področja fiziologije in patologije prehrane domačih živali.